# Caribbean Queen
«Caribbean Queen (No More Love on the Run)» — песня британского музыканта карибского происхождения Билли Оушена с его пятого студийного альбома Suddenly (1984). Соавтором и продюсером выступил Кит Даймонд (1950—1997). Песня вышла под разными названиями для разных частей света (включая «European Queen» и «African Queen», под которыми была не столь популярной).
Сингл с песней, вышедший осенью 1984 года, стал крупным хитом, войдя в десятку лучших хитов многих стран мира, включая американский (№ 1 в Billboard Hot 100), канадский (№ 1 — RPM Singles Chart) и другие (№ 1 — Новая Зеландия, № 2 — Австралия, № 6 — UK Singles Chart).
В 1985 году песня выиграла премию Грэмми в категории Лучшее мужское вокальное R&B исполнение, сделав Билли Оушена первым британцем, получившим её.

## Позиции в чартах
| Чарт (1984—1985)                       | Высшая позиция |
| -------------------------------------- | -------------- |
| Australia (Kent Music Report)          | 2              |
| Canadian RPM Adult Contemporary        | 8              |
| Canadian RPM Top Singles               | 1              |
| Франция (SNEP)                         | 23             |
| Irish Singles Chart                    | 7              |
| Новая Зеландия (Recorded Music NZ)     | 1              |
| UK (Official Charts Company)           | 6              |
| U.S. Billboard Hot 100                 | 1              |
| U.S. Billboard Hot Adult Contemporary  | 7              |
| U.S. Billboard Hot Dance Club Play     | 1              |
| U.S. Billboard Hot R&B/Hip-Hop Singles | 1              |

## Сертификации и продажи
| Регион | Сертификация | Продажи    |
| --- | ------------ | ---------- |
| Канада (Music Canada) | Золотой      | 50 000^    |
| Великобритания (BPI) | Золотой      | 400 000    |
| США (RIAA) | Золотой      | 1 000 000^ |
| ^ Данные о тиражах приведены только на основе сертификации. · Данные о продажах + прослушиваниях приведены только на основе сертификации. |              |            |